# Dywizjon 309
309 Dywizjon Ziemi Czerwieńskiej (ang. No. 309 Polish Fighter-Reconnaissance Squadron) – polski dywizjon rozpoznawczy, a od czerwca 1942 roku, jeden z dziewięciu dywizjonów myśliwskich w ramach Polskich Sił Powietrznych w Wielkiej Brytanii w czasie II wojny światowej.

## Historia

### Formowanie Dywizjonu
Dywizjon został sformowany od 8 października 1940 w bazie RAF Renfrew, w pobliżu Glasgow. Dywizjon uzyskał zdolność operacyjną 11 listopada, a faktyczne wykonywanie zadań rozpoczął 5 grudnia 1940. Do pierwszych zadań formacji należało patrolowanie rejonu rzeki Clyde oraz przechwytywanie niemieckich myśliwców nad tymże obszarem.

### Operacje w Szkocji
W marcu 1941, na skutek ataków niemieckich, dywizjon został tymczasowo przeniesiony do bazy Scone z zadaniem przechwytywania niemieckich samolotów. Jednak zadania tego nie mógł efektywnie wykonywać, ze względu na niedostosowanie maszyn Lysander do tej roli.
W 1942 na skutek starzenia się sprzętu, a mimo wysiłku załóg naziemnych, wiele samolotów zostało wkrótce uznanych za niezdolne do lotu, w związku z tym, od wiosny 1942 rozpoczął się proces przejścia na samoloty P-51 Mustang. Początkowo samolotów tych używała tylko jedna z trzech grup w ramach formacji, a od marca 1943 jednostka korzystała już wyłącznie z maszyn Mustang. W okresie przejściowym, jednostka stacjonowała w kilku różnych bazach, a do zadań należał, między innymi, rekonesans fortyfikacji na wybrzeżu Francji.
Dowództwo brytyjskich sił powietrznych uważało, że myśliwce P-51 Mustang mają zbyt mały zasięg, by dolecieć z Wielkiej Brytanii do Norwegii. Po tym jak przełożeni zignorowali obliczenia wykazujące, że jest to nieprawdą, pilot Janusz Lewkowicz dokonał nieautoryzowanego przelotu do Norwegii i z powrotem. Lewkowicz dostał naganę za złamanie przepisów, ale jednocześnie jego dokonanie zostało uznane za godne pochwały.
W czerwcu 1943 dywizjon został przeniesiony do bazy Snailwell. Loty wykonywane były nad wybrzeżem Holandii, miały istotne znaczenie dla transportów niemieckich. Samoloty dywizjonu były również wykorzystywane do wyszukiwania wrogich okrętów między Skandynawią a Holandią.

### Przekształcenie w dywizjon myśliwski
W styczniu 1944, dywizjon otrzymał starsze niż Mustang, samoloty Hurricane i został przekształcony w dywizjon myśliwsko-bombowy, a 23 kwietnia przeniesiono go do szkockiej bazy Drem, aby stamtąd odpierał niemieckie ataki prowadzone z rejonu Norwegii. Rola okazała się nietrafiona, jako że poza pojedynczym zbłąkanym samolotem Junkers Ju-88, żadne niemieckie samoloty nie operowały w tym rejonie.
Dywizjon został powtórnie przekształcony w myśliwski i wyposażony w Mustangi we wrześniu 1944, a pod koniec października, otrzymał on nowe samoloty Mustang w wersji Mk III.
Od 12 grudnia 1944 jednostka stacjonowała w Andrews Field i uczestniczyła głównie w lotach eskortowych nad terytorium Niemiec.

### Operacje z końca wojny
9 kwietnia 1945 piloci Dywizjonu 309, zestrzelili 3 niemieckie myśliwce odrzutowe Messerschmitt Me-262. W sumie zestrzelono 4 wrogie maszyny, a 2 uszkodzono. Jeden pilot zginął w boju a czterech w wypadkach w czasie szkoleń. 25 kwietnia 1945 dywizjon wykonał ostatni lot bojowy.
Jednostka została rozwiązana 6 stycznia 1947 w bazie RAF Coltishall.

## Personel
Dowódcy:
- w/cdr N. Mason
- ppłk pil. Zygmunt Pistl (od 8 X 1940)
- mjr pil. Witold Jacek Piotrowski (od 12 II 1943)
- kpt. pil. Maciej Piotrowski (od 15 X 1943)
- kpt. pil. Jerzy Gołko (od 3 IV 1944)
- kpt. pil. Antoni Głowacki (od 9 IX 1944)
- kpt. pil. Henryk Pietrzak (od 7 VIII 1945)

Oficerowie:
- mjr naw. Stanisław Daniel
- kpt. pil. Władysław Gnyś

## Uzbrojenie
- Westland Lysander Mk-II i Mk-III – od 8 października 1940
- North American Mustang Mk-I – od 1 czerwca 1942 (Eskadra B)
- Hawker Hurricane Mk-IV – od 19 stycznia 1944
- Hawker Hurricane Mk-IIC – od 23 stycznia 1944
- North American Mustang Mk-I – od 1 września 1944
- North American Mustang Mk-III – od 20 października 1944

## Lotniska bazowania
- od 8 października 1940 – Renfrew
- od 15 maja 1941 – Dunino
- od 1 czerwca 1942 – Crail (Eskadra B) i Dalcross
- od 26 października 1942 – Findo Gask (Eskadry A i C)
- od 15 listopada 1942 – Gatwick (Eskadra B)
- od 10 stycznia 1943 – Peterhead (Eskadra B)
- od 8 marca 1943 – Kirknewton
- od 4 czerwca 1943 – Snailwell
- od 5 listopada 1943 – Wellingore
- od 24 listopada 1943 – Snailwell
- od 23 kwietnia 1944 – Drem i Acklington
- od 14 listopada 1944 – Peterhead
- od 12 grudnia 1944 – Andrews Field
- od 15 marca 1945 – Coltishall

## Odznaka dywizjonu
Odznaka zatwierdzona rozkazem NW nr 3, poz. 37 z 25 września 1944 roku. Na tle obręczy koła kompozycja dwóch strzał skierowanych pod kątem w dół w prawą stronę. Po lewej stronie, na wysokości górnego grota strzały stylizowany złoty numer dywizjonu 309. Jednoczęściowa – wykonana w srebrze, na rewersie i podkładce numer. Wymiary: 38 x30 mm. Wykonanie: Kirkwood and San – Edinburgh.

## Podsumowanie wysiłku bojowego
W okresie od 8 października 1940 do 25 kwietnia 1945.
| Operacje bojowe dywizjonu 309 |           |
| Okres                         | 1940-1945 |
| samoloto-zadań                | 1 230     |
| godzin lotów                  | 3 228     |

| Straty w samolotach nieprzyjaciela zadane przez pilotów dywizjonu 309 |           |
| Okres                                                                 | 1940-1945 |
| zniszczone                                                            | 4         |
| prawdopodobnie zniszczone                                             | 0         |
| uszkodzone                                                            | 2         |